# Страхова премія
Страхова премія — грошова сума, що її сплачує особа, яка укладає угоду страхування, яка є своєрідною платою за ризик, який бере на себе страхова компанія. Зазвичай страхова премія встановлюється як відсоток від суми угоди страхування, тобто тієї суми, яку страхова компанія сплатить особі у разі настання страхового випадку.
Обчислення страхової премії займаються фахівці страхових компаній — актуарії.